# Dyschoriste siphonantha
Dyschoriste siphonantha är en akantusväxtart som beskrevs av Carl Ernst Otto Kuntze. Dyschoriste siphonantha ingår i släktet Dyschoriste och familjen akantusväxter.

## Underarter
Arten delas in i följande underarter:
- D. s. buchenavii
- D. s. lanata
- D. s. scandens